# Якоб Пройс
Якоб Пройс  (нім. Jakob Preuss, 1975, Берлін) — німецький режисер. 

## Біографія
Народився у 1975 році у Берліні. Вивчав право у Кельні і Парижі, і європеїстику у Варшаві. Проходив альтернативну службу у Росії, у Нижньому Новгороді, після завершення освіти працював у Москві. З 2002 року співпрацював з міжнародними організаціями як спостерігач на виборах.  Працював спостерігачем на виборах від ОБСЄ та Євросоюзу.  У 2007-2008 роках працював експертом з прав людини у країнах СНД міжнародної громадської організації «Репортери без кордонів». Паралельно займався документалістикою. З 2007 року працює у розділі «Панорама» міжнародного кінофестивалю «Берлінале».
- Володіє мовами: німецькою (рідна), англійською, іспанською, франзузькою, російською.

## Фільмографія
«Інший Челсі» - третій документальний фільм Якоба Пройса: раніше він зняв стрічки про Іран  (Zerrissener Iran (2002)) і Боснію (Der Unbegrabene Krieg - Srebrenica 10 Jahre später (2005)).

## Нагороди та відзнаки
- Лауреат премії Max Ophuls Preis 2011 за фільм «Інший Челсі».